# Pont-de-Crau
Pont-de-Crau is een plaats in het departement Bouches-du-Rhône in Zuid-Frankrijk. Het behoort tot de gemeente Arles en heeft ongeveer 3200 inwoners (2007).
Pont-de-Crau maakte deel van het kanton Arles-Est tot dit op 22 maart 2015 werd opgeheven.
Albaron · Arles · Mas-Thibert · Moulès · Pont-de-Crau · Raphèle · Saliers · Salin-de-Giraud · Le Sambuc